# 重広恒夫
重廣 恒夫（しげひろ つねお、1947年（昭和22年）10月11日 - ）は、日本の登山家。山口県徳山市（現在の周南市）生まれ。日本山岳会会員。兵庫県尼崎市在住。

## 概要
小学3年生の頃に始めた昆虫採集で珍種を求めて山奥に入るようになり、次第に登山に傾倒していく。1967年、山口県立徳山高等学校卒。1971年（昭和46年）に、岡山理科大学応用化学科卒、オニツカ（現在のアシックス）に入社する。
1973年（昭和48年）、第2次RCC隊に参加し、この当時、エベレストの南西壁の最高到達点までの登攀（とうはん）を果たし、1977年（昭和52年）に、日本山岳協会隊で、K2の日本人初、世界でも2番目の登頂を達成。1979年（昭和54年）、高田直樹を隊長とする京都カラコルムクラブ隊で、ラトックI峰に初登頂を果たした。さらに、1980年（昭和55年）には、日本山岳会隊で、チョモランマの北壁新ルートでの登頂を果たす。
1984年（昭和59年）、8000m峰であるカンチェンジュンガの世界初の縦走登山の登山隊の一員として、縦走及び山頂からのハングライダーでの飛行を成功に導く。1988年（昭和63年）に、日本・中国・ネパール3ヶ国の友好登山隊によるチョモランマ交差縦走の登攀隊長となり、1992年（平成4年）、未踏峰のナムチャバルワ登山隊でも、日本山岳会の隊長として初登頂に導く。1995年には、日本山岳会隊で、隊長としてマカルー東稜の初登頂へと導く。
1996年（平成8年）、日本百名山を、当時では最短の123日間で連続踏破を果たす。
現在、アシックスアウトドアマイスターとして活動中。

## 経歴
- 1967年 山口県立徳山高等学校卒業。
- 1971年 岡山理科大学応用化学科卒業。

オニツカ株式会社（現在のアシックス）に入社。配属はウィンター事業部。
- 1976年 日本・インド合同ナンダ・デヴィ縦走隊に参加。一次アタック隊の高見和成、長谷川良典は東峰(7.434m)から主峰（7.816m）への縦走に成功するものの、重広は体調不良と主峰側サポート隊が脱落したため東峰のみ登頂。パートナーはインド陸軍中佐プレムチャンド。東峰の登頂は日本人初。
- 1977年 K2[南東稜](8611m)登頂。日本人初、世界2番目。
- 1979年 未踏峰ラトックＩ峰[南壁](7,145m)初登頂。登頂メンバーは松見親衛、渡辺優。　日没により満足な写真が撮影できなかったため、重広のみ二次アタック隊と合流し二度登頂した。
- 1980年 エベレスト[北壁](8,848m)に尾崎隆と共に登頂。北壁からの登頂は世界初。
- 1984年 カンチェンジュンガ南峰(8,491m)-中央峰(8,482m)縦走。パートナーの三谷統一郎、和田城志は主峰（8,586m）との三峰縦走に成功したものの、重広は主峰登頂を断念。
- 1985年 マッシャーブルム(7,821m)登頂。未踏の[北西壁]から。登頂メンバーは賀集信ら計10人。
- 1985年 ブロードピーク(8,047m)登頂。アルパインスタイル。登頂メンバーは賀集信、和田城志、外山哲也、山本宗彦。
- 1988年 エベレスト日本・中国・ネパール三国の友好登山隊交差縦走の指揮。
- 1989年 ウィンター事業部からアウトドア事業部に異動。
- 1991年 ナムチャバルワナイプン峰(7,043m)登頂。
- 1992年 ナムチャバルワ(7,782m)日本・中国合同登山隊初登頂の指揮。
- 1992年 スポーツ功労者顕彰受賞。
- 1995年 マカルー[東稜](8,463m)初登頂の指揮。
- 1996年 「タラスブルバ」ブランド二十周年イベントとして日本百名山連続踏破。123日間で達成。

## 著書
- 『エベレストから百名山へ：ヒマラヤから教わったこと』（光文社新書,2003年）ISBN 4334032001

## 関連書籍
- 藤木高嶺著『ああ南壁：第二次RCCエベレスト登攀記』（朝日新聞社,1974年）ISBN 4122028787
- 広島三朗著『K2登頂幸運と友情の山』（実業之日本社,1978年）ISBN 426701065X
- 日本山岳協会日本K2登山隊編『白き氷河の果てに:K2登頂1977日本K2登山隊公式報告書』（講談社,1978年）
- 本田靖春著『K2に憑かれた男たち』（文藝春秋,1979年）ISBN 4845107198
- 『チョモランマに立つ：日本山岳会隊エベレスト中国ルート激闘全記録』（読売新聞社,1980年）
- 服部孝司著『頂は誰がために:ラトックI峰初登頂の記録』（山と渓谷社,1981年）ISBN 4635041344
- 尾崎隆著『果てしなき山行』（中央公論社,1983年）ISBN 4122013232
- 岡島成行文『みんなが頂上にいた』（創作集団ぐる-ぷ・ぱあめぱあめ書房,1983年）ISBN    	    	 4635884643
- 中国・日本・ネパール1988年チョモランマ/サガルマタ友好登山隊編『チョモランマ・サガルマタ1988』（読売新聞社,1989年）ISBN 464388102X